# Bartholomeus de Glanvilla
Pour les articles homonymes, voir Bartholomeus.
Bartholomeus De Glanvilla, Barthélémi de Glanville ou Barthélémi de Glanvil était un moine franciscain, qui a vécu au XIVe siècle. 
Il est peut-être né à Glanville, en Normandie, la fin du XIIIe ou au début du XIVe siècle. Il est mort vers 1360. 
Parfois simplement nommé Barthélémi, il a été plusieurs fois confondu par des chroniqueurs ou historiens avec Bartholomeus Anglicus, un autre moine, chroniqueur qui a vécu un siècle plus tôt que lui. 